# George Carleton

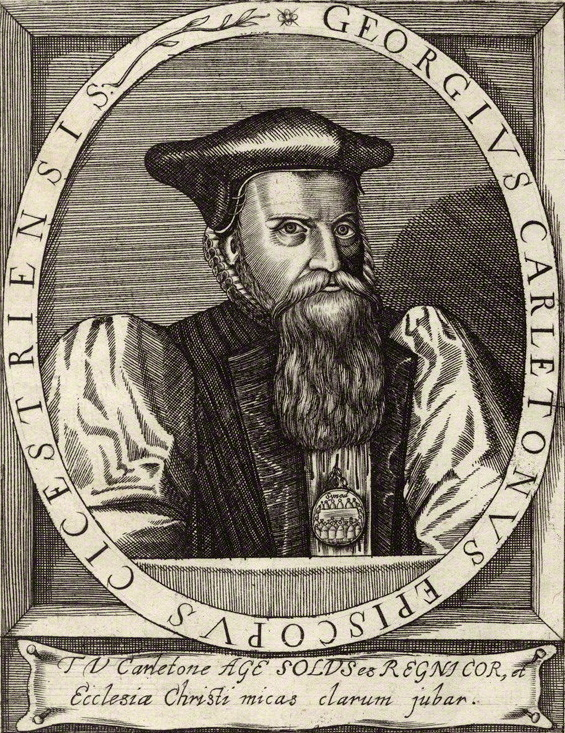
George Carleton (National Portrait Gallery)

George Carleton (* 1557/1558 in Norham, Northumberland; † 12. Mai 1628 in Chichester) war ein Bischof der Church of England.

## Biografie
George Carleton war ein Sohn des Guy Carleton, Gutsherr von Carleton Hall in Cumberland, damals Aufseher von Norham Castle in Northumberland. Im Alter von 19 Jahren immatrikulierte er sich am 20. Dezember 1577 am St Edmund Hall College der Universität Oxford. Dort erwarb er den Grad des Bachelor und wechselte zum Merton College, wo er am 14. Juni 1585 den Magistergrad erreichte. Am 1. Dezember 1613 wurde er zum Doktor der Theologie ernannt. Während seiner Studienzeit trat er als Dichter, Redner und Disputator hervor. Protegiert von Thomas Bickley, begann Carleton seine kirchliche Karriere als Vicar in Mayfield, Sussex, wo er am 12. Juni 1594 Avis Weston heiratete. 1609 wechselte er als Rector nach Nuffield in Oxfordshire. 1516 wurde Carleton zum Hofkaplan des Prinzen und späteren Herrschers Karl I. ernannt. Am 12. Juli 1618 erfolgte seine Weihe zum Bischof von Llandaff in Wales. Seine Entsendung als Delegierter zur Dordrechter Synode folgte im gleichen Jahr. Er sollte dort eigentlich nur als Beobachter teilnehmen, widersprach aber Artikel 31 der Confessio Belgica und betonte, dass das Bischofsamt von Gott eingesetzt sei (iure divino). Als einziger Delegierter mit Bischofsrang wurde Carleton in Dordrecht mit besonderen Ehren bedacht; er erhielt eine Art Thron, so dass es optisch wirkte, als stehe er der Synode vor.
Seiner Rückkehr nach England folgte die Ernennung zum Bischof von Chichester im September 1619. Sein Amtsverständnis war mehr das eines Verwalters denn das eines Predigers. An den drei Visitationen während seiner Amtszeit war er aktiv beteiligt. Außerdem verfasste er mehrere Schriften, in denen er politische Ereignisse wie den Sieg über die spanische Armada 1588 oder den Gunpowder Plot 1605 kommentierte. Am 12. Mai 1628 verstarb George Carleton und wurde in der Kathedrale von Chichester beigesetzt.